# Kʼinich Janaab Pakal II

Hình chữ của Kʼinich Janaab Pakal II

Kʼinich Janaab Pakal II, còn được gọi là Upakal Kʼinich (?—751), là một Ajaw của thành phố Palenque thuộc nền văn minh Maya. Ông đã tại vị vào khoảng năm 736 cho đến năm 751 và là anh trai của Kʼinich Ahkal Moʼ Nahb III.